# باولو بتيني
باولو بتيني (بالإيطالية: Paolo Bettini)‏ مواليد 1 أبريل 1974 في توسكانا، إيطاليا، هو دراج إيطالي في صنف سباق الدراجات على الطريق. شارك في دورة الألعاب الأولمبية الصيفية وفاز بميدالية أولمبية.

## سجل النتائج

### سباقات أو مراحل فاز بها
- طواف فرنسا
- طواف إسبانيا
- بطولة العالم لسباق الدراجات على الطريق
- طواف سويسرا
- طواف إيطاليا

### المراكز
- حقق المركز الـ 7 في طواف إيطاليا 1998

## الميداليات
| الميدالية | المسابقة                       |
| --------- | ------------------------------ |
| ذهبية     | الألعاب الأولمبية الصيفية 2004 |

## وصلات خارجية
- الموقع الرسمي

## روابط خارجية
- باولو بتيني على موقع الاتحاد الدولي للدراجات (الإنجليزية)
- باولو بتيني على موقع أرشيف الدراجات (الإنجليزية)
- باولو بتيني على موقع إحصائيات الدراجات الإحترافية (الإنجليزية)
- باولو بتيني على موقع نسبة الدراجات (الإنجليزية)
- باولو بتيني على موقع CycleBase (الإنجليزية)
- باولو بتيني على موقع eWRC-results.com (الإنجليزية)
- باولو بتيني على موقع اللجنة الأولمبية الدولية (الإنجليزية)
- باولو بتيني على موقع أوليمبيديا (الإنجليزية)
- باولو بتيني على موقع اللجنة الأولمبية الإيطالية (الإيطالية)
- باولو بتيني على موقع CONI honoured athlete website (الإيطالية)